# Alfred Iverson
Alfred Iverson, född 3 december 1798 i Liberty County i Georgia, död 4 mars 1873 i Macon i Georgia, var en amerikansk demokratisk politiker. Han representerade delstaten Georgia i båda kamrarna av USA:s kongress, först i representanthuset 1847–1849 och sedan i senaten 1855–1861.
Iverson utexaminerades 1820 från College of New Jersey (numera Princeton University). Han studerade sedan juridik och inledde 1822 sin karriär som advokat i Georgia. Han var verksam som domare i Georgia 1835–1837.
Iverson var elektor för James K. Polk i presidentvalet i USA 1844. Han blev invald i representanthuset i kongressvalet 1846. Han efterträddes 1849 som kongressledamot av Marshall Johnson Wellborn. Iverson innehade 1850-1854 åter en domarbefattning i Georgia. Han efterträdde 1855 William Crosby Dawson som senator för Georgia. Han avgick 1861 i samband med Georgias utträde ur USA.
Iversons grav finns på Linwood Cemetery i Columbus, Georgia.